# تشاغونغنش (أرشق)
تشاغونغنش (بالفارسية: چاغونگنش) هي منطقة سكنية تقع في إيران في قسم أرشق الشرقي الريفي. يقدر عدد سكانها بـ 40 نسمة بحسب إحصاء 2016.